# La Raza
La Raza è il sesto album in studio del gruppo musicale statunitense Armored Saint, pubblicato nel 2010.

## Tracce
1. Loose Cannon – 5:06
2. Head On – 5:46
3. Left Hook from Right Field – 5:31
4. Get Off the Fence – 4:48
5. Chilled – 5:02
6. La Raza – 6:41
7. Black Feet – 5:07
8. Little Monkey – 4:45
9. Blues – 3:32
10. Bandit Country – 5:16

## Formazione
- John Bush -  voce
- Jeff Duncan - chitarra
- Phil Sandoval - chitarra
- Joey Vera -  basso
- Gonzo Sandoval - batteria